# Jason Reese
Jason Reese (* 28. Januar 1988 in Gresham, Oregon) ist ein ehemaliger US-amerikanischer Eishockeyspieler, der zuletzt für die Laredo Bucks und die New Jersey Outlaws aus der Federal Hockey League spielte.

## Karriere
In der Saison 2003/04 gab Reese sein Debüt in der Western Hockey League, einer der drei höchsten Juniorenligen in Kanada. Dort spielte er bis 2006 bei den Vancouver Giants, mit denen der Stürmer in der Saison 2005/06 den President’s Cup gewann, und anschließend für die Moose Jaw Warriors und die Tri-City Americans. Mit den Americans erreichte er in der Saison 2007/08 das Finale der Western Conference. Nach dem Ende seiner Juniorenzeit wechselte er 2009 in die Central Hockey League, wo er 16 Spiele für die Texas Brahmas und zehn für die Arizona Sundogs absolvierte, ehe er sich für den Rest der Spielzeit Wichita Thunder anschloss.
Zur Saison 2010/11 ging Reese zu den Quad City Mallards, wo er allerdings nicht zum Einsatz kam. Daraufhin wechselte er in die Eishockey-Oberliga, wo er zunächst in zwölf Partien für den EHC Dortmund auf dem Eis stand. Sein Vertrag in Dortmund wurde jedoch nicht verlängert, sodass Reese im Dezember einen Vertrag bei den Moskitos Essen unterschrieb.
Im Sommer 2011 verließ er die Moskitos und wechselte in die Federal Hockey League zu den New Jersey Outlaws. Parallel absolvierte er 18 Partien für die Laredo Bucks.
Seit 2019 spielt er auf Amateurebene für die Jackson Hole Moose.

## Erfolge und Auszeichnungen
- 2006 President’s-Cup-Gewinn mit den Vancouver Giants

## Karrierestatistik
(Legende zur Spielerstatistik: Sp oder GP = absolvierte Spiele; T oder G = erzielte Tore; V oder A = erzielte Assists; Pkt oder Pts = erzielte Scorerpunkte; SM oder PIM = erhaltene Strafminuten; +/− = Plus/Minus-Bilanz; PP = erzielte Überzahltore; SH = erzielte Unterzahltore; GW = erzielte Siegtore; 1 Play-downs/Relegation; Kursiv: Statistik nicht vollständig)